# Bratři Coenové
Joel Daniel Coen (* 29. listopadu 1954 St. Louis Park, Minnesota) a Ethan Jesse Coen (* 21. září 1957 St. Louis Park, Minnesota), v uměleckém světě společně známí jako bratři Coenové, jsou američtí filmoví režiséři, scenáristé, kameramani a producenti. Joel se více zaměřuje na režii, Ethan na produkci. Jako střihači se v titulcích filmu často objevují pod pseudonymem Roderick Jaynes.

## Profesní kariéra
Za více než dvacet let napsali řadu scénářů k filmům, které poté režírovali, počínaje komediemi Bratříčku, kde jsi?, Potíže s Arizonou, Záskok, přes nesentimentální thrillery Millerova křižovatka, Zbytečná krutost, Muž, který nebyl a kriminální drama Tahle země není pro starý oceněné Oscarem za nejlepší film roku 2007, až po snímky v nichž se prolíná několik žánrů Barton Fink, Fargo, Big Lebowski, Po přečtení spalte či Seriózní muž.
Na filmech se podílejí také v postavení producentů. Získali přezdívku „dvojhlavý režisér“ pro podobný pohled na způsob tvorby a pojetí svých děl. Říká se, že pokud za nimi přijdou herci s dotazem, dostanou od obou stejnou odpověď.

## Filmografie
| Rok    | Film                      | Režie            | Oscar    | Oscar | Zlatý glóbus | Zlatý glóbus | BAFTA    | BAFTA |
| Rok    | Film                      | Režie            | Nominace | Zisk  | Nominace     | Zisk         | Nominace | Zisk  |
| ------ | ------------------------- | ---------------- | -------- | ----- | ------------ | ------------ | -------- | ----- |
| 1984   | Zbytečná krutost          | Joel             |          |       |              |              |          |       |
| 1987   | Potíže s Arizonou         | Joel             |          |       |              |              |          |       |
| 1990   | Millerova křižovatka      | Joel             |          |       |              |              |          |       |
| 1991   | Barton Fink               | Joel             | 3        |       | 1            |              |          |       |
| 1994   | Záskok                    | Joel             |          |       |              |              |          |       |
| 1996   | Fargo                     | Joel             | 7        | 2     | 4            |              | 1        | 1     |
| 1998   | Big Lebowski              | Joel             |          |       |              |              |          |       |
| 2000   | Bratříčku, kde jsi?       | Joel             | 2        |       | 2            | 1            | 5        |       |
| 2001   | Muž, který nebyl          | Joel             | 1        |       | 3            |              | 1        | 1     |
| 2003   | Nesnesitelná krutost      | Joel             |          |       |              |              |          |       |
| 2004   | Lupiči paní domácí        | Joel & Ethan     |          |       |              |              |          |       |
| 2007   | Tahle země není pro starý | Joel & Ethan     | 8        | 4     | 4            | 2            | 9        | 3     |
| 2008   | Po přečtení spalte        | Joel & Ethan     |          |       | 2            |              | 3        |       |
| 2009   | Seriózní muž              | Joel & Ethan     | 2        |       | 1            |              | 1        |       |
| 2010   | Opravdová kuráž           | Joel & Ethan     | 10       |       |              |              | 8        | 1     |
| 2013   | V nitru Llewyna Davise    | Joel & Ethan     | 2        |       | 3            |              | 3        |       |
| 2014   | Nezlomný                  | Angelina Jolie   |          |       |              |              |          |       |
| 2015   | Most špiónů               | Steven Spielberg | 6        | 1     | 1            |              | 9        | 1     |
| 2016   | Ave, Caesar!              | Joel & Ethan     |          |       |              |              |          |       |
| Součet | Součet                    | Součet           | 41       | 7     | 21           | 3            | 40       | 7     |